# Ata Yamrali
Ata Yamrali (född 5 juli 1982) är en tysk-afghansk fotbollsspelare som spelat för VfL 93 Hamburg i Tyskland. Han har även spelat i Afghanistans fotbollslandslag.